# Nesomyrmex
Nesomyrmex é um gênero de insetos, pertencente a família Formicidae.